# Hans-Joachim Brans
Hans-Joachim Brans (21 de Agosto de 1915 - 17 de Março de 1944) foi um comandante de U-Boot que serviu na Kriegsmarine durante a Segunda Guerra Mundial.